# Бартоло ди Фреди
Бартоло ди Фреди, также Бартоло Баттилоро (итал. Bartolo di Fredi, Bartolo Battiloro; ок. 1330, Сиена — 26 января 1410, Сиена) — живописец итальянского проторенессанса сиенской школы.
Подражая стилю Симоне Мартини и Пьетро и Амброджо Лоренцетти, Бартоло выделяется как один из наиболее типичных представителей сиенской школы, с ярко выраженной характеристикой стиля, который можно определить как «декоративный». Тем не менее, он был одним из самых значительных художников второй половины XIV века как в Сиене, так и в окрестных городах, где до настоящего времени сохранились многие из его работ.

## Биография
Исследователи относят дату рождения Бартоло ди Фреди примерно к 1330 году, поскольку первый сиенский документ, в котором упоминается его имя, датирован 1353 годом. В том году Бартоло совместно с Андреа Ванни взял в аренду помещение под мастерскую. С тех пор они часто выполняли заказы совместно. В 1355 году Бартоло ди Фреди стал членом Гильдии живописцев Сиены.
Андреа Ванни и его брат Липпо Ванни кроме успехов, которых они добились в искусстве, успешно работали и на административном поприще, занимая высокие должности в правительстве Сиены. Бартоло ди Фреди тоже не был чужд административной работе, в течение жизни, начиная с 1372 года, он занимал несколько разных должностей в сиенском правительстве. В 1381 году Бартоло ди Фреди стал членом Большого совета — высшего правительственного органа Сиены.
Старейшая из сохранившихся подписанная работа Бартоло де Фреди — «Мадонна делла Мизерикордия» (Мадонна Милосердная), которая в настоящее время хранится в Епархиальном музее Пиенцы. На это произведение оказали влияние панели на ту же тему работы Симоне Мартини и Липпо Мемми.
Художнику поступало множество заказов из Сиены и окрестных городов. Об этом свидетельствуют отрывочные данные архивных документов: в 1350-х годах он вместе с Андреа Ванни декорировал зал Большого совета Сиены; в 1361—1362 годах работал в Сан-Джиминьяно. В 1367 году он писал в коллегиальной церкви Сан-Джиминьяно «Истории Ветхого Завета», начатые еще в 1356 году. В Музее сакрального искусства хранится прекрасная панель под названием «Мадонна с розой».
В 1367 году уже в Сиене украшал сиенский собор совместно с Якопо ди Мино дель Пелличчайо; в 1382 году работал в церкви Сан-Франческо в Монтальчино, написав там фреску «Снятие с креста» и несколько алтарных картин, включая «Крещение Христа» и «Сцены из жизни Святого Филиппа Монтальчинского»; в 1389 году совместно с Лукой ди Томме он работал над алтарём Сиенского собора, и так вплоть до последних дней своей жизни. Некоторые его произведения, известные из документов, не дошли до наших дней. Например, в 1368 году Бартоло написал алтарную картину для церкви Сан-Лоренцо, от которой сохранились только две панели пределлы (Сиена, Пинакотека).
В ранних произведениях Бартоло ди Фреди, триптихе «Мадонна с Младенцем и святыми» (1360, Национальная галерея Умбрии, Перуджа), и фресках посвящённых «Истории Девы Марии» в церкви Сант-Агостино в Сан-Джиминьяно (1361—1362) видна зависимость от искусства Симоне Мартини и Липпо Мемми. Позднее, с середины 1360-х годов, Бартоло выработал свой, несколько эклектичный, но глубоко индивидуальный стиль. Он лучше известен по более поздним, зрелым работам («Коронование Богоматери», 1388, Монтальчино, Музей религиозного искусства; «Триптих Карчери» (1388, в разобранном виде в разных музеях), «Поклонение волхвов» (1383, Ватиканская Пинакотека; «Принесение младенца в храм» (1388, Лувр, Париж). Работы Бартоло хранятся во многих музеях мира.
Для базилики Сан-Доменико в Сиене Бартоло создал алтарь Святого Петра Мученика и алтарь Малавольти, датируемый 1397 годом: последний — самая поздняя из дошедших до нас работ, которую с уверенностью можно приписать нашему художнику. В 1410 году Бартоло был похоронен в келье монастыря Сан-Доменико в Сиене.
У Бартоло ди Фреди было семеро детей, однако только один из них пережил отца. Это был Андреа ди Бартоло (1358/64—1428), который стал известным художником. Его племянник Джорджо ди Андреа (? —1409) также был живописцем; другой племянник, Сано ди Андреа (1421—1491), упоминается в документах в основном как золотоискатель. Двое сыновей Андреа ди Бартоло, в свою очередь стали живописцами; поэтому Бартоло ди Фреди считатеся основателем художественной династии, известной как династия Чини (итал. Cini).

## Галерея

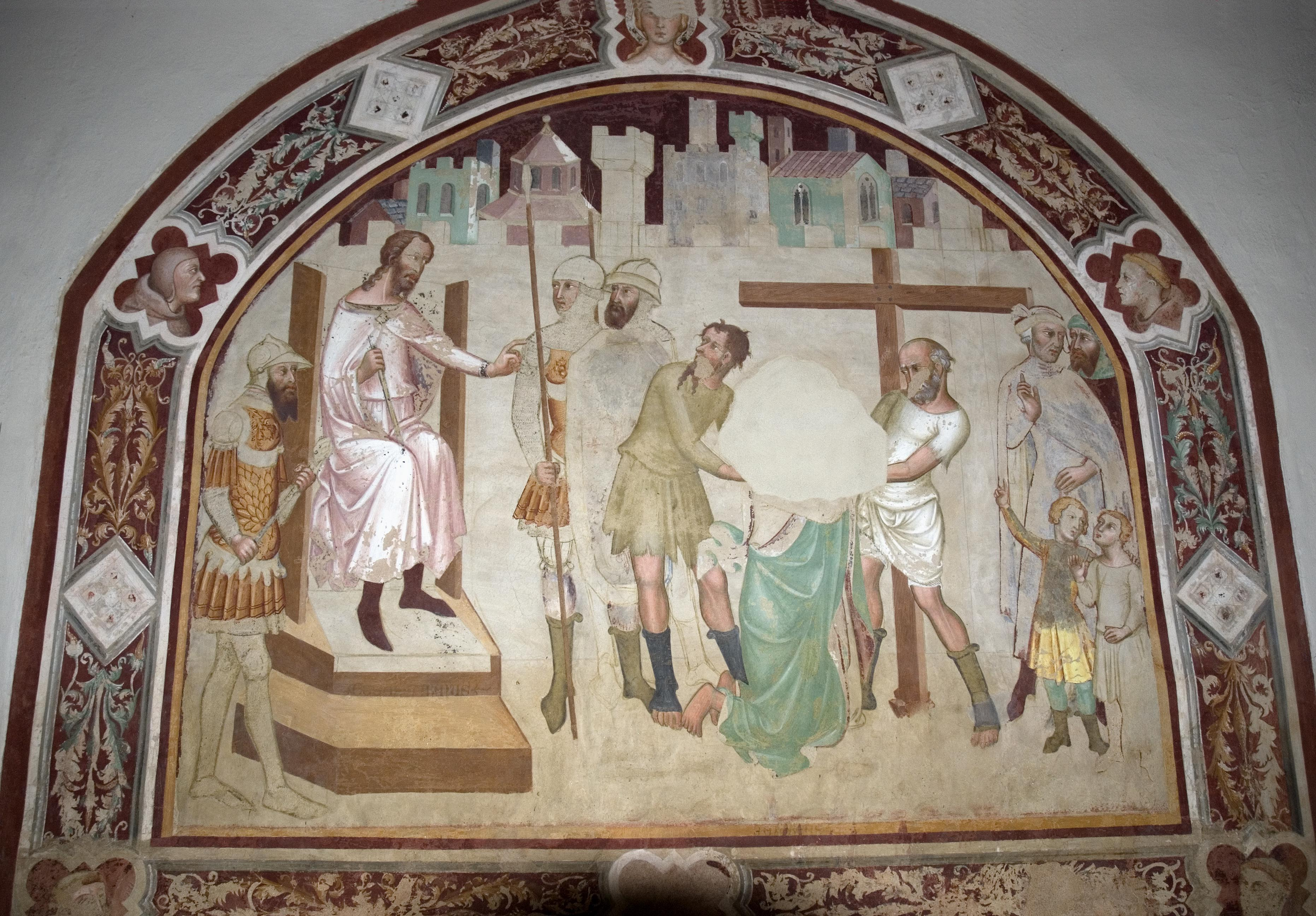
Мученичество Святого Андрея. Фреска церкви Сан-Луккезе в Поджибонси
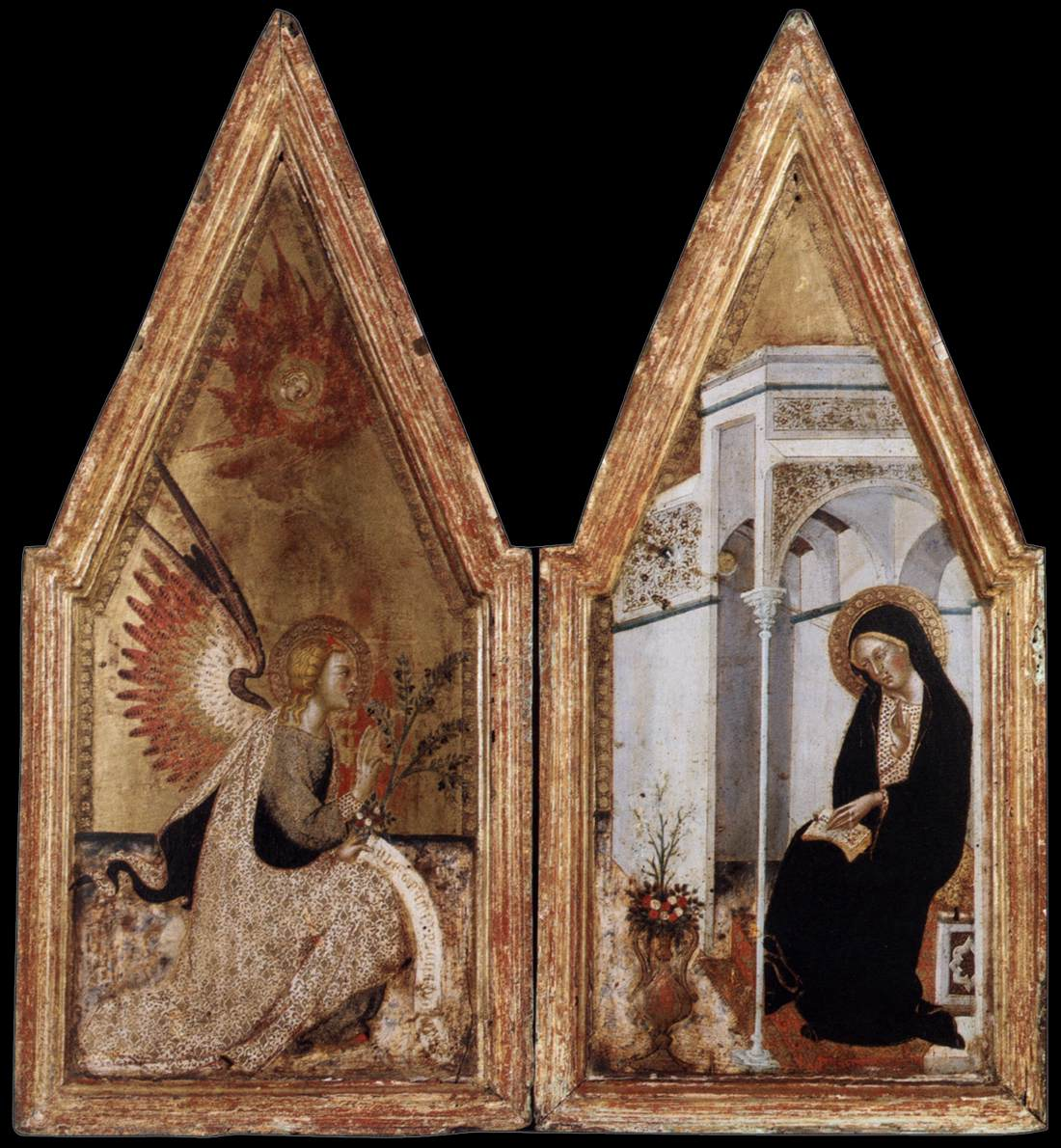
Благовещение. Ок. 1383. Дерево, темпера. Музей изобразительных искусств, Будапешт
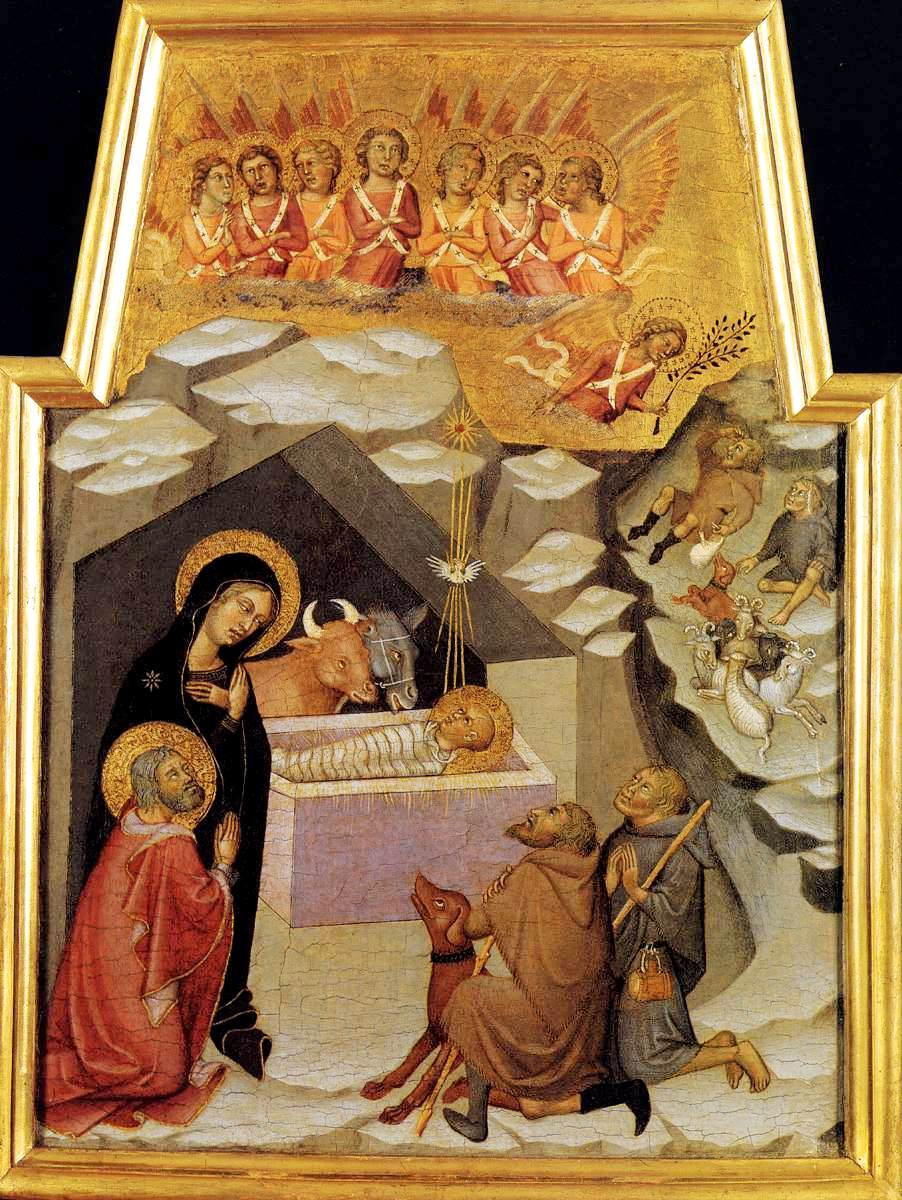
Рождество и поклонение пастухов. 1383. Дерево, темпера, золочение. Ватикан, Пинакотека
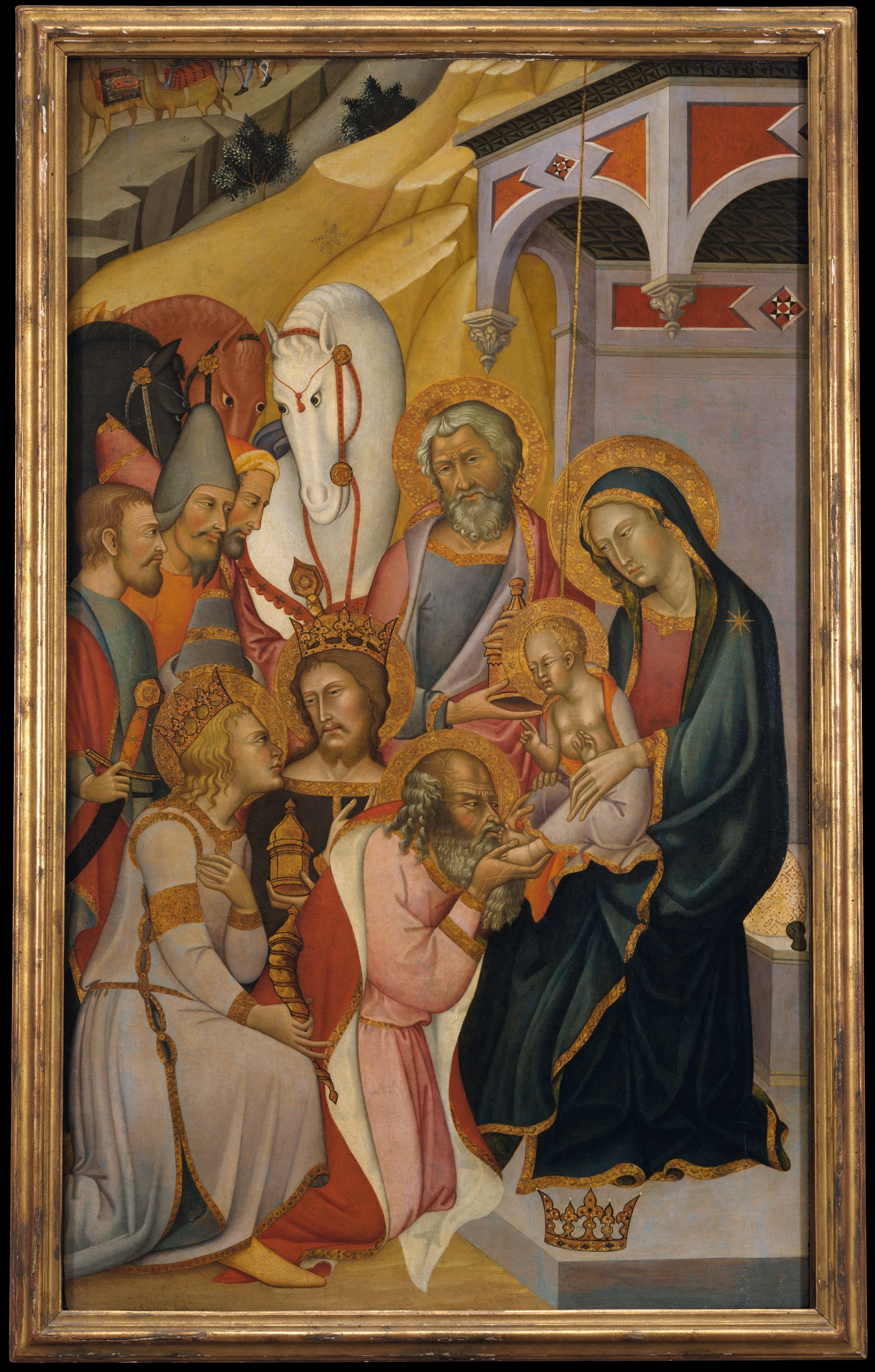
Поклонение волхвов. Ок. 1390. Дерево, темпера, золочение. Метрополитен-музей, Нью-Йорк
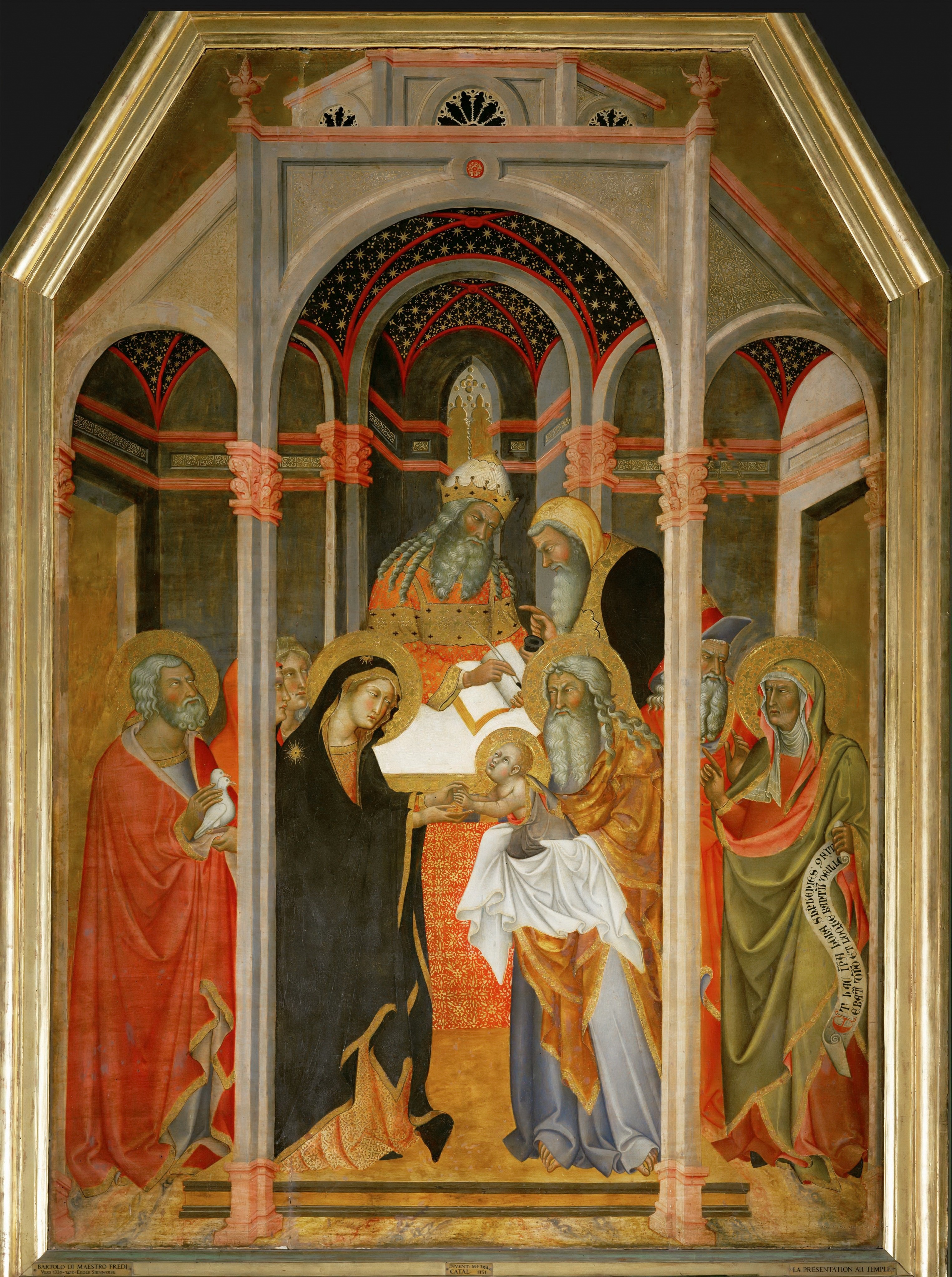
Принесение младенца в храм. 1388. Дерево, темпера. Лувр, Париж
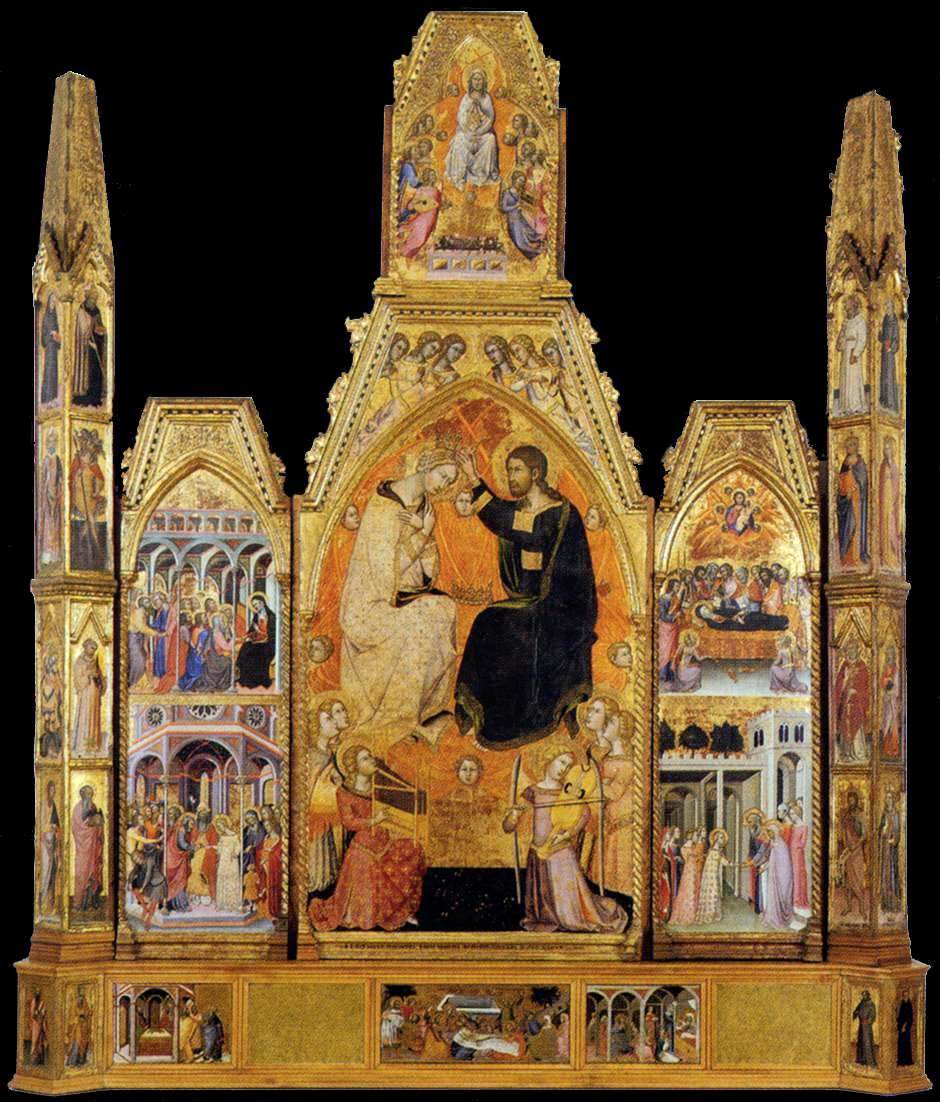
Коронование Богоматери. 1388. Дерево, темпера, Золочение. Монтальчино, Музей религиозного искусства
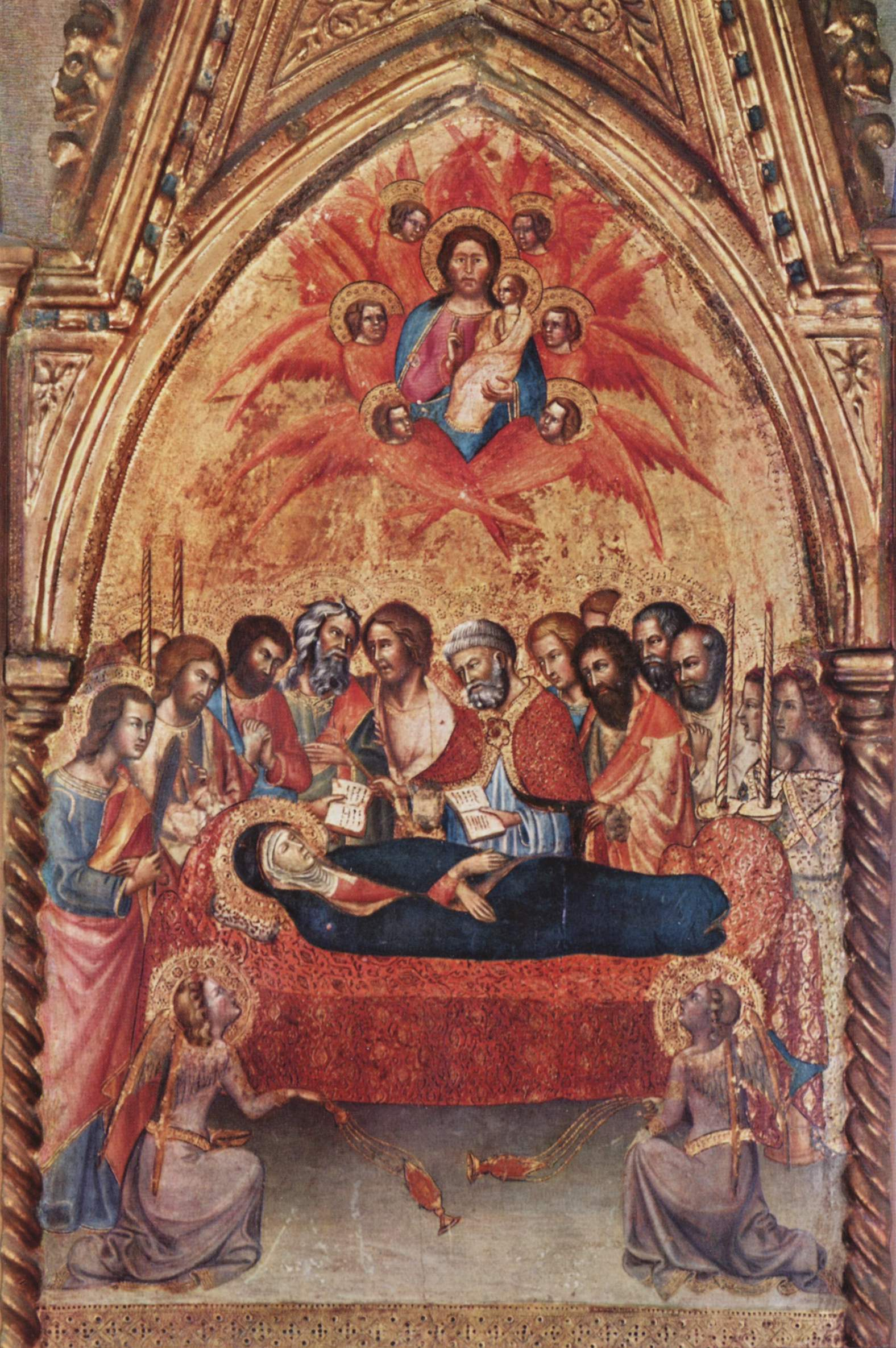
«Прощание Марии с апостолами» и «Смерть Марии». Часть триптиха Капеллы делле Карчери церкви Сан-Франческо-ин-Монтальчино. 1388. Дерево, темпера. Пинакотека, Сиена